# Весёлый (Железногорский район)
Весёлый — хутор в Железногорском районе Курской области России. Входит в состав Линецкого сельсовета. 
Население — 56 человек (2014 год).

## География
Расположен в 28 км к юго-востоку от Железногорска на ручье Линчике, левом притоке Усожи. Ближайшие населённые пункты — село Линец и деревня Козюлькина.

## История
В XVIII—XIX веках нынешний хутор Весёлый состоял из трёх частей: сельца Надежденки (Шибаевки), Елисеевки и Резановки. Данные селения обозначены на плане генерального межевания Фатежского уезда 1785 года. К моменту отмены крепостного права в 1861 году крестьянами Надежденки владел штабс-капитан Владимир Шатохин (13 душ мужского пола). В то время вышеперечисленные населённые пункты входили в состав Дмитриевской волости Фатежского уезда. В 1862 году Надежденке было 2 двора, проживало 36 человек (11 мужского пола и 25 женского). В алфавитном указателе населённых мест Курской губернии за 1900 год упоминается только хутор Резановский, входивший в то время уже в состав Нижнереутской волости. В то время в хуторе проживало 145 человек (72 мужского пола и 73 женского).
В советское время переименован в хутор Весёлый. В начале 1930-х годов в хуторе был организован колхоз имени Куйбышева. В 1937 году в Весёлом было 79 дворов, председателем колхоза имени Куйбышева в то время был Алтухов. Во время Великой Отечественной войны, с октября 1941 года по февраль 1943 года, находился в зоне немецко-фашистской оккупации. В октябре 1941 года за связь с подпольным райкомом партии фашисты расстреляли пятерых жителей хутора — троих коммунистов и их детей, комсомольцев: учительницу Клавдию Мозалевскую, отца и сына Алтуховых, отца и сына Воеводских. Захоронили погибших в огороде семьи Шафоростовых. После окончания войны, в 1945 году, останки перенесли в Линец. 
В начале 1950-х годов весёлохуторской колхоз имени Куйбышева был присоединён к колхозу имени Г. М. Маленкова (центр в с. Линец), получившего в 1957 году новое название — «Россия».

## Население
| 1905 | 1979 | 2002 | 2010 | 2014 |
| ---- | ---- | ---- | ---- | ---- |
| 144  | ↗195 | ↘89  | ↘66  | ↘56  |

## Персоналии
- Воеводский, Иван Кузьмич (1925—2000) — доктор педагогических наук, профессор[12]. Родился в Весёлом.
- Соханская, Надежда Степановна (1823—1884) — писательница. Родилась в Весёлом.